# Organizarea administrativă a statului Haiti
Republica Haiti este împărțită din punct de vedere administrativ în trei nivele: departamente, arondismente și comune.

## Departamente

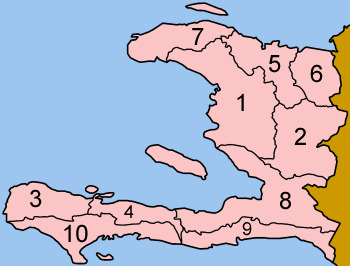
Harta departamentelor din Haiti

Departamentele costituie primul nivel în împărțirea administrativă haitiană. Haiti este compus din 10 departamente.
1. Departamentul Artibonite
2. Departamentul Centre
3. Departamentul Grand'Anse
4. Departamentul Nippes (creat în 2003)
5. Departamentul Nord
6. Departamentul Nord-Est
7. Departamentul Nord-Ouest
8. Departamentul Ouest
9. Departamentul Sud-Est
10. Departamentul Sud

## Arondismente
Cele 41 de arondismente (circondari) costituie nivelul second al împărțirii administrative a țării.

## Comune
Cele 113 comune costituie cel de-al treilea și ultimul nivel al împărțirii administrative a țării.